# Eurest
Eurest Deutschland GmbH je německá cateringová firma se sídlem v Eschbornu, vlastněná britskou skupinou Compass Group. Založena byla v roce 1974 pod názvem Europäische Restaurations GmbH Eurest Deutschland firmami Nestlé a Wagons-lits Poskytuje služby hromadného stravování ve více než 80 zemích včetně České republiky. V USA vystupuje pod názvem Eurest Dining Services.
V roce 2012 dosáhla společnost s přibližně 18 500 zaměstnanci obratu 686 milionů Euro.